# Obsjtina Dolna Banja
Obsjtina Dolna Banja (bulgariska: Община Долна Баня) är en kommun i Bulgarien.   Den ligger i regionen Sofijska oblast, i den västra delen av landet, 60 km sydost om huvudstaden Sofia.
Följande samhällen finns i Obsjtina Dolna Banja:
- Dolna Banja

Trakten runt Obsjtina Dolna Banja består till största delen av jordbruksmark. Runt Obsjtina Dolna Banja är det ganska glesbefolkat, med 40 invånare per kvadratkilometer.